# Сен-Севе-Кальвадо
Сен-Севе́-Кальвадо́ (фр. Saint-Sever-Calvados) — колишній муніципалітет у Франції, у регіоні Нормандія, департамент Кальвадос. Населення — 1343 осіб (2011).
Муніципалітет був розташований на відстані близько 250 км на захід від Парижа, 65 км на південний захід від Кана.

## Історія
До 2015 року муніципалітет перебував у складі регіону Нижня Нормандія. Від 1 січня 2016 року належав до нового об'єднаного регіону Нормандія.
1 січня 2017 року Сен-Севе-Кальвадо, Шам-дю-Бу, Курсон, Фонтенермон, Ле-Гаст, Ле-Меній-Бенуа, Ле-Меній-Коссуа, Меній-Кленшам, Сен-Манв'є-Бокаж i Сет-Фрер було об'єднано в новий муніципалітет Ну-де-Сьєнн.

## Демографія
Динаміка населення (Insee ):
Розподіл населення за віком та статтю (2006):
| Стать | Всього | До 15 років | 15-24 | 25-44 | 45-64 | 65-85 | Понад 85 |
| --- | ------ | ----------- | ----- | ----- | ----- | ----- | -------- |
| Чоловіки | 637    | 116         | 65    | 132   | 148   | 152   | 24       |
| Жінки | 712    | 84          | 64    | 120   | 148   | 208   | 88       |
| \| Статево-вікова піраміда \| Статево-вікова піраміда \| Статево-вікова піраміда \| \| ----------------------- \| ----------------------- \| ----------------------- \| \| Чоловіки \| Вік \| Жінки \| \| 24 \| 85 + \| 88 \| \| 36 \| 80-84 \| 56 \| \| 36 \| 75-79 \| 88 \| \| 40 \| 70-74 \| 32 \| \| 40 \| 65-69 \| 32 \| \| 28 \| 60-64 \| 24 \| \| 44 \| 55-59 \| 32 \| \| 56 \| 50-54 \| 48 \| \| 20 \| 45-49 \| 44 \| \| 40 \| 40-44 \| 32 \| \| 28 \| 35-39 \| 40 \| \| 24 \| 30-34 \| 32 \| \| 40 \| 25-29 \| 16 \| \| 48 \| 20-24 \| 36 \| \| 17 \| 15-20 \| 28 \| \| 56 \| 10-14 \| 32 \| \| 32 \| 5-9 \| 36 \| \| 28 \| 0-4 \| 16 \| |        |             |       |       |       |       |          |
| Статево-вікова піраміда |        |             |       |       |       |       |          |
| Чоловіки | Вік    | Жінки       |       |       |       |       |          |
| 24 | 85 +   | 88          |       |       |       |       |          |
| 36 | 80-84  | 56          |       |       |       |       |          |
| 36 | 75-79  | 88          |       |       |       |       |          |
| 40 | 70-74  | 32          |       |       |       |       |          |
| 40 | 65-69  | 32          |       |       |       |       |          |
| 28 | 60-64  | 24          |       |       |       |       |          |
| 44 | 55-59  | 32          |       |       |       |       |          |
| 56 | 50-54  | 48          |       |       |       |       |          |
| 20 | 45-49  | 44          |       |       |       |       |          |
| 40 | 40-44  | 32          |       |       |       |       |          |
| 28 | 35-39  | 40          |       |       |       |       |          |
| 24 | 30-34  | 32          |       |       |       |       |          |
| 40 | 25-29  | 16          |       |       |       |       |          |
| 48 | 20-24  | 36          |       |       |       |       |          |
| 17 | 15-20  | 28          |       |       |       |       |          |
| 56 | 10-14  | 32          |       |       |       |       |          |
| 32 | 5-9    | 36          |       |       |       |       |          |
| 28 | 0-4    | 16          |       |       |       |       |          |

## Економіка
2010 року серед 725 осіб працездатного віку (15—64 років) 487 були активними, 238 — неактивними (показник активності 67,2%, у 1999 році було 70,3%). З 487 активних мешканців працювали 434 особи (238 чоловіків та 196 жінок), безробітними було 53 (22 чоловіки та 31 жінка). Серед 238 неактивних 60 осіб було учнями чи студентами, 89 — пенсіонерами, 89 були неактивними з інших причин.

У 2010 році в муніципалітеті числилось 555 оподаткованих домогосподарств, у яких проживали 1170,5 особи, медіана доходів виносила 15 417 євро на одного особоспоживача